# Stegna
Stegna (Steegen fino al 1945) è un comune rurale polacco del distretto di Nowy Dwór Gdański, nel voivodato della Pomerania.
Ricopre una superficie di 169,57 km² e nel 2004 contava 9 531 abitanti.